# Heinz Tetzner
Heinz Tetzner (* 8. März 1920 in Gersdorf; † 20. August 2007 ebenda) war ein deutscher Maler und Grafiker des Expressionismus.

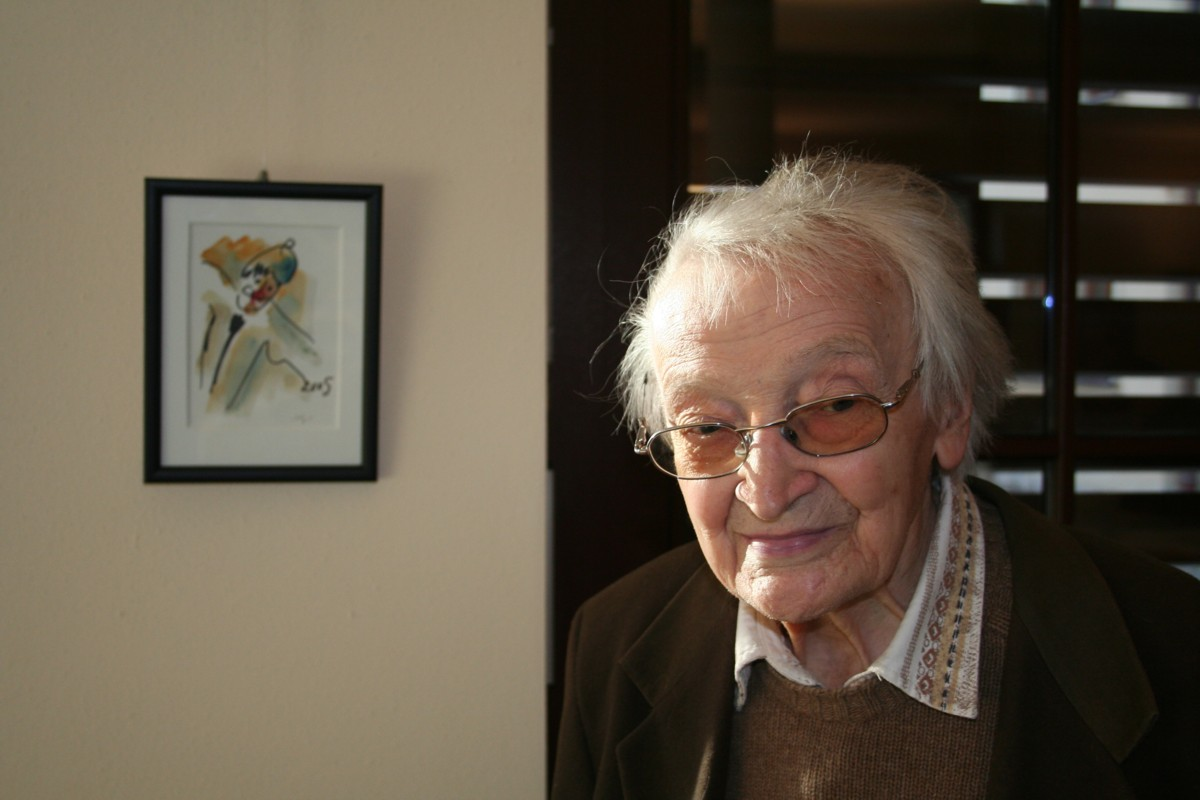
Heinz Tetzner, 2006

## Biografie
Tetzner absolvierte von 1934 bis 1938 an der Textilfachschule Königsberg eine Lehre als Musterzeichner. Dann wurde er zur Wehrmacht eingezogen. Er nahm am Zweiten Weltkrieg teil und war von 1944 bis 1946 in Kriegsgefangenschaft.
1941 war er Gastschüler bei Alfred Partikel die Kunstakademie in Königsberg. Den Rest brachte er sich autodidaktisch bei. Besonders der französische Maler Paul Cézanne hatte es ihm angetan. In der Kriegsgefangenschaft in Südfrankreich beschäftigte er sich aufgrund der schönen Landschaft intensiver mit der Kunst; es entstanden Zeichnungen und erste Aquarelle. Nach der Entlassung studierte er bis 1950 bei Hermann Kirchberger an der Staatlichen Hochschule für Baukunst und Bildende Künste in Weimar.
In dieser Zeit lernte er unter anderem Max Pechstein, Erich Heckel und Karl Schmidt-Rottluff kennen, deren Werke ihn stark beeinflussten. „Das war Futter für mich, denn sie machten etwas, was mich interessierte und in meiner Auffassung von Kunst bestätigte – denn alle malten und zeichneten im expressionistischen Realismus“, erinnerte sich Heinz Tetzner zurück. Auch Pablo Picasso hat ihn mit seiner Art, hinter die Fassade zu blicken, beeinflusst. „Bei einem Porträt versuche ich auch immer, hinter die Fassade zu blicken, die Hintergründe darzulegen und das Psychologische zu beachten.“ Deswegen malte Heinz Tetzner auch expressionistisch. Auch Landschaften waren für ihn bis zu einem gewissen Grade Porträts.
Seine erste Personalausstellung hatte Tetzner 1949 in Weimar anlässlich des Goethe-Jahres. Ab 1950 war er Meisterschüler bei Otto Herbig. Im folgenden Jahr heiratete er Charlotte Decker und wurde er erst Assistent und später Dozent für Farbgestaltung und Aktzeichnen an der Staatlichen Hochschule für Baukunst und bildende Künste. Ab 1954 arbeitete er als freischaffender Maler und Grafiker in Gersdorf. 1960 wurde Tetzner als Dozent an die Fachschule für angewandte Kunst Schneeberg berufen. Um 1961 schloss die Werkleitung der VEB Strick- und Wirkwarenfabriken „Goldfisch“ in Oberlungwitz mit Tetzner einen Werkvertrag. Darin verpflichtet Tetzner sich u. a. zur Leitung eines volkskünstlerischen Zirkels und zur künstlerischen Arbeit im Betrieb. Es war der erste derartige Vertrag im Bezirk Karl-Marx-Stadt.
Tetzner war bis 1990 Mitglied des Verbands Bildender Künstler der DDR und hatte in der DDR und im Ausland eine bedeutende Zahl von Einzelausstellungen und Ausstellungsbeteiligungen, u. a., außer 1977/1978, von 1958 bis 1988 an allen Deutschen Kunstausstellungen bzw. Kunstausstellungen der DDR in Dresden.
Immer wieder zog es den Rentner nach Südfrankreich, vor allem in die Provence, von deren Landschaften er Aquarelle, Ölbilder und Zeichnungen anfertigte. Zweimal stellt er zwischen 1996 und 1998 in der Gallery „Montserrat“ in New York aus.
Zu seinem 80. Geburtstag 2000 fand in Gersdorf ein großer Festakt statt. Im darauffolgenden Jahr eröffnete in Gersdorf in der Hessenmühle das Tetzner-Museum Gersdorf, das seitdem wechselnde Ausstellungen mit Werken des Künstlers zeigt. Anlässlich seines 85. Geburtstages wurde vor dem Tetznermuseum eine Porträtbüste Heinz Tetzners von Konrad Hunger aufgestellt.
Tetzner war – wie seine Frau Charlotte, die während ihrer Inhaftierung im KZ Ravensbrück 1941 „Bibelforscherin“ geworden war, – Angehöriger der Zeugen Jehovas. Im Königreichssaal in Gersdorf schuf er eine Wandmalerei, die Jesus Christus darstellt. Dieses Gemälde wurde bei Renovierungsarbeiten im Februar 2017 mit einer Trockenbauwand verblendet.
Selbst in hohem Alter arbeitete Tetzner immer noch in seinem Atelier, allerdings anders als früher. „Alles geht ausgewogener vonstatten. Ich überlege länger, was ich malen oder zeichnen will, brauche aber auch mehr Pausen. Einen Motor kann man auch nicht von morgens bis abends belasten“, so Tetzner, der Ölgemälde nur im Sommer malte, wenn es in seinem Atelier warm war. „Der kleine Ofen dort wärmt im Winter nicht genug. Wenn ich bis 90 malen kann, dann bin ich sehr zufrieden.“ Das war Heinz Tetzners Ziel, aber auch immer bessere Bilder zu malen. Ein ständig wiederkehrendes Thema waren die Harlekine. „Sie sind traurig, auch wenn sie lachen, haben ständig zwei oder mehr verschiedene Gesichter. Das finde ich sehr faszinierend.“
Tetzner starb in seinem Haus in Gersdorf im Kreis seiner Familie nach langer, schwerer Krankheit.
Eine erste Erarbeitung eines Teilverzeichnisses seiner Werke der Jahre 1940 bis 1987 erfolgte 1988 bis 1990 durch das Bezirkskunstzentrum Karl-Marx-Stadt.

## Selbstreflexion
- „Ich habe die Kunst immer als Kunst verstanden, niemals als Illustration der Ideologie, als Mittel der Erziehung oder ähnliches. Man wollte Kunst als Abbild, ich betrachte sie als Sinnbild.“

- „Die Kunst ist kein geschicktes Abmalen der Dinge, sondern ein persönliches Deuten des Erschauten und Erlebten.“

## Weitere fotografische Darstellung Tetzners
- Christine Stephan-Brosch: Porträt Heinz Tetzner (1973–1976)[3]

## Ehrungen
- 1955: Max-Pechstein-Preises (für sein Gemälde Flöte spielendes Kind)
- 1956 oder 1957: Kunstpreis des Rates des Bezirks Karl-Marx-Stadt
- 1987: Max-Pechstein-Preis
- 1995: Ehrenbürgerschaft der Gemeinde Gersdorf
- 1996: Grafikpreis der Neuen Sächsischen Galerie Chemnitz anlässlich  der Ausstellung 100 Sächsische Grafiken
- 1999: Bundesverdienstkreuz 1. Klasse für sein Lebenswerk
- 1999: Kultur- und  Kunstpreis des Freistaates Sachsen
- 2000: Ehrenpreis Südwestsachsens
- 2000: Grafikpreis „100 ausgewählte Grafiken 2000“.

## Museen und öffentlichen Sammlungen mit Werken Tetzners
- Berlin, Neue Nationalgalerie
- Bernried, Buchheim-Museum der Phantasie
- Chemnitz, Kunstsammlungen am Theaterplatz[4]
- Chemnitz, Neue Sächsische Galerie
- Dresden, Kunstfonds des Freistaats Sachsen[5]
- Dresden, Galerie Neue Meister
- Dresden, Kupferstichkabinett
- Glauchau, Museum Schloss Hinterglauchau
- Langenfeld, Museum Frau von Stein
- Leipzig, Museum der bildenden Künste
- Marburg, Museum für Kunst und Kulturgeschichte der Philipps-Universität Marburg
- Moskau, Puschkin-Museum
- Weimar, Stadtmuseum Weimar
- Zwickau, Kunstsammlungen Zwickau – Max-Pechstein-Museum

## Weitere Werkbeispiele
- Sitzender Junge (1951, Öl, 104,5 × 55 cm; Kunstsammlungen am Theaterplatz, Chemnitz)
- Zinnwald im Winter (1979, Öl, 50 × 70 cm; auf der IX, Kunstausstellung der DDR; Kunstsammlungen am Theaterplatz)

## Einzelausstellungen (unvollständig)
- 1984: Rossendorf, Zentralinstitut für Kernforschung
- 2020: Annaberg, Kunstkeller Annaberg (Zum 100. Geburtstag)

## Film
- Der Maler Heinz Tetzner. Ein Filmporträt von Fritz Poppenberg, 2007